# Domenic Weinstein
Domenic Weinstein (ur. 27 sierpnia 1994 w Villingen-Schwenningen) – niemiecki kolarz torowy i szosowy, srebrny medalista torowych mistrzostw świata i dwukrotny medalista torowych mistrzostw Europy.

## Kariera
Pierwszy sukces w karierze osiągnął w 2011 roku, kiedy zdobył złoty medale w wyścigu punktowym podczas torowych mistrzostw świata juniorów w Moskwie. W kategorii elite pierwszy medal wywalczył w 2015 roku, zajmując drugie miejsce w indywidualnym wyścigu na dochodzenie podczas mistrzostw Europy w Grenchen. Rok później zajął w tej konkurencji drugie miejsce na torowych mistrzostwach świata w Londynie. W zawodach tych rozdzielił na podium Włocha Filippo Gannę i Andrew Tennanta z Wielkiej Brytanii. Ponadto na mistrzostwach Europy w Berlinie w 2017 roku indywidualny wyścig na dochodzenie ukończył na trzeciej pozycji.